# 장아산로
장아산로(Jangasan-ro)는 인천광역시 남동구 장수동에서 서창동까지 이르는 인천광역시도로 총 연장은 2.345 km이다. 도로명의 유래는 옛날에 장군이 숨어있었다는 산의 유래를 인용하여 제명되었다.
장아산로는 장수동부터 만수동에 이르러 서창동으로 이동되는 거리에 박촌공원을 지나 장수서창동의 매소홀로와 독곡로를 만나는 도로이기도 하다. 도로의 자연경관을 만들어내는 장수천의 흐름과 같이 도로가 지나간다.

## 역사
- 2009년 11월 16일 : 도로명으로 장아산로를 고시

## 주요 경유지
- 남동구
  - 장수동 - 만수6동 - 서창동

## 접촉하는 도로
- 장수로 (직결)
- 수인로
- 장승로
- 인주대로
- 매소홀로
- 접촉 불가 도로 : 제2경인고속도로

## 주요건물

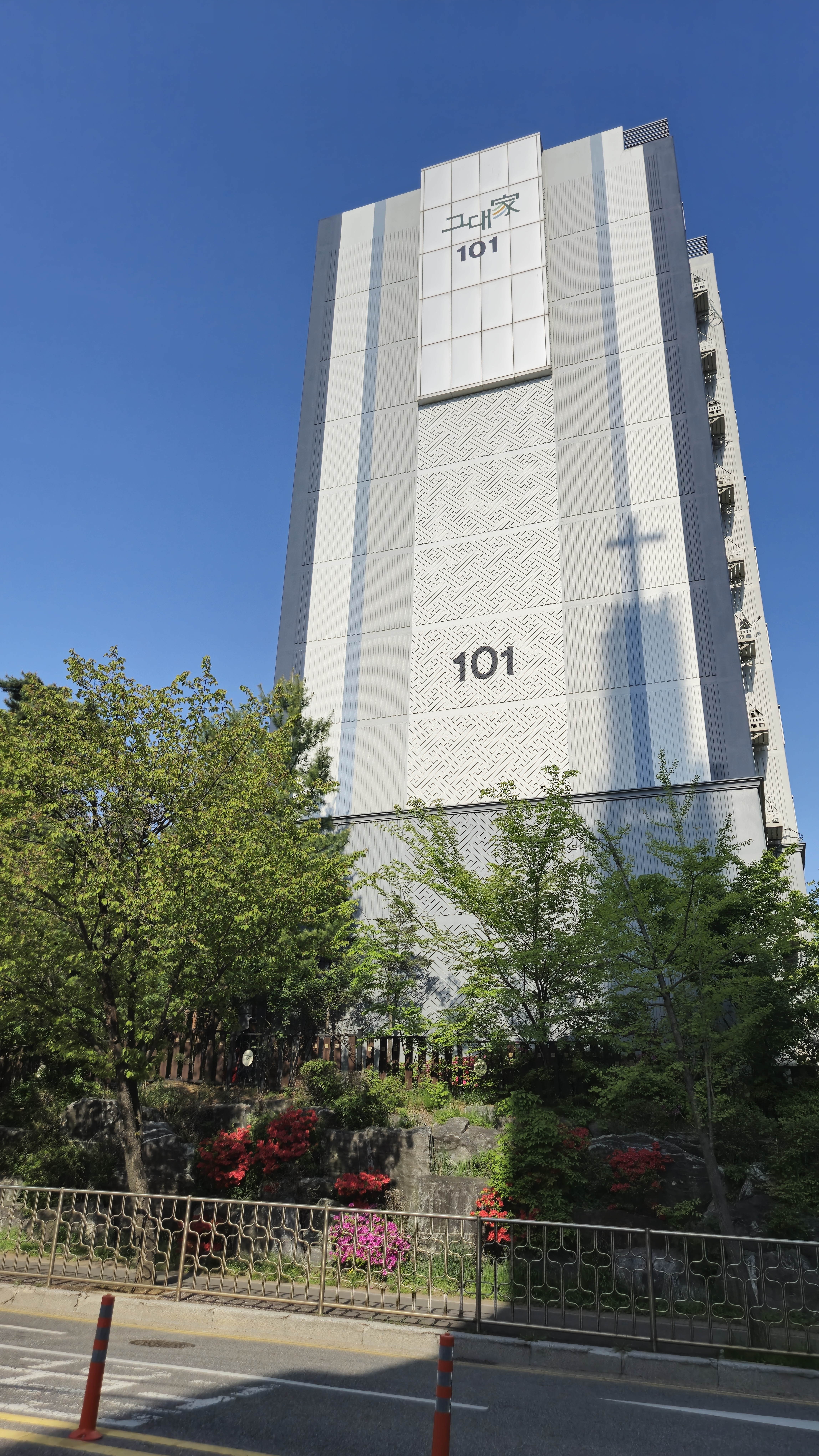
서창임광그대가아파트(장아산로 158)

- 서창임광그대가아파트
- 서창초등학교
- 세계명교회
- 장아공원

## 사진

### 도로 및 시설물

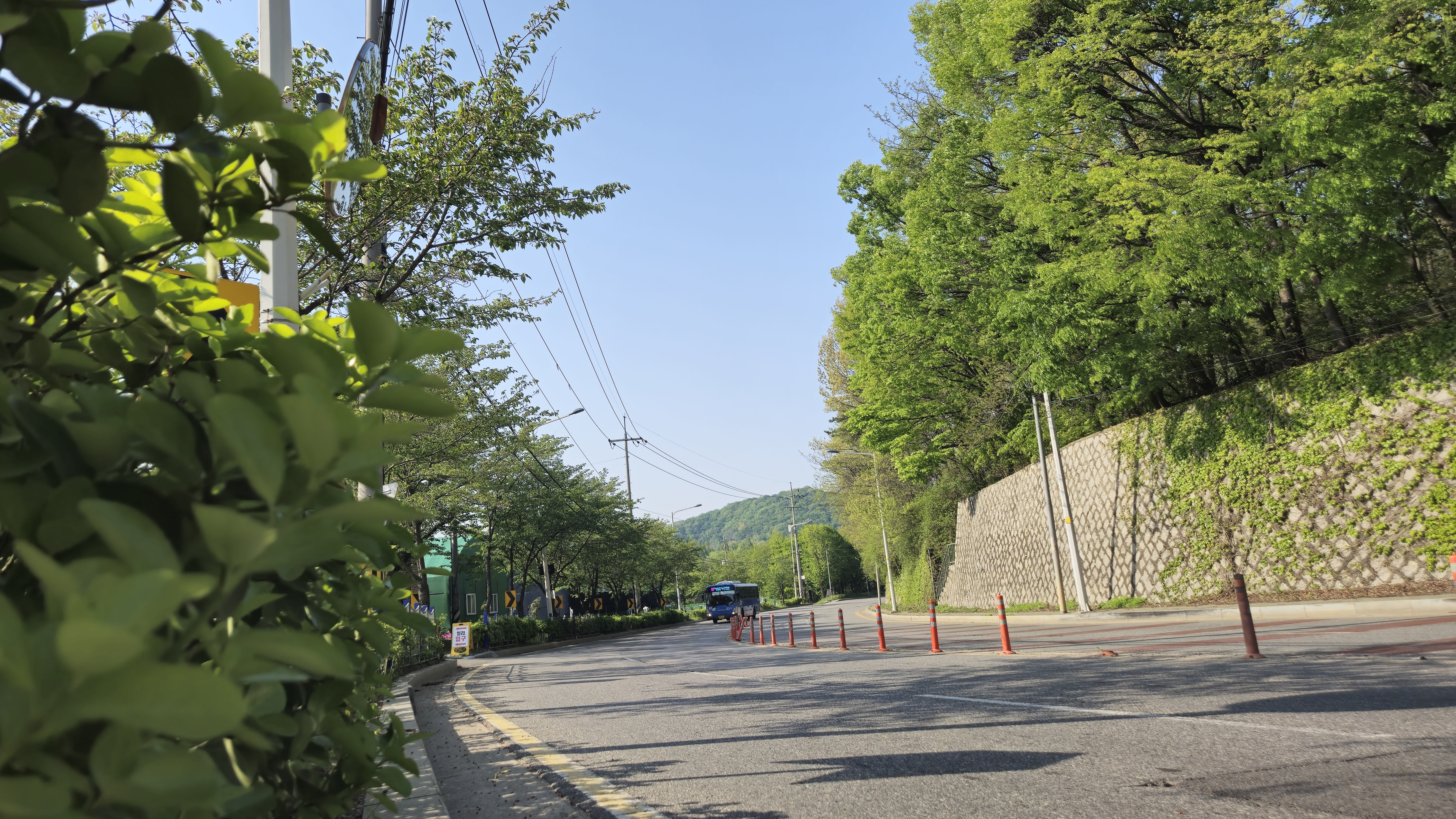
박촌공원 인근(만수동-서창동 가는길)
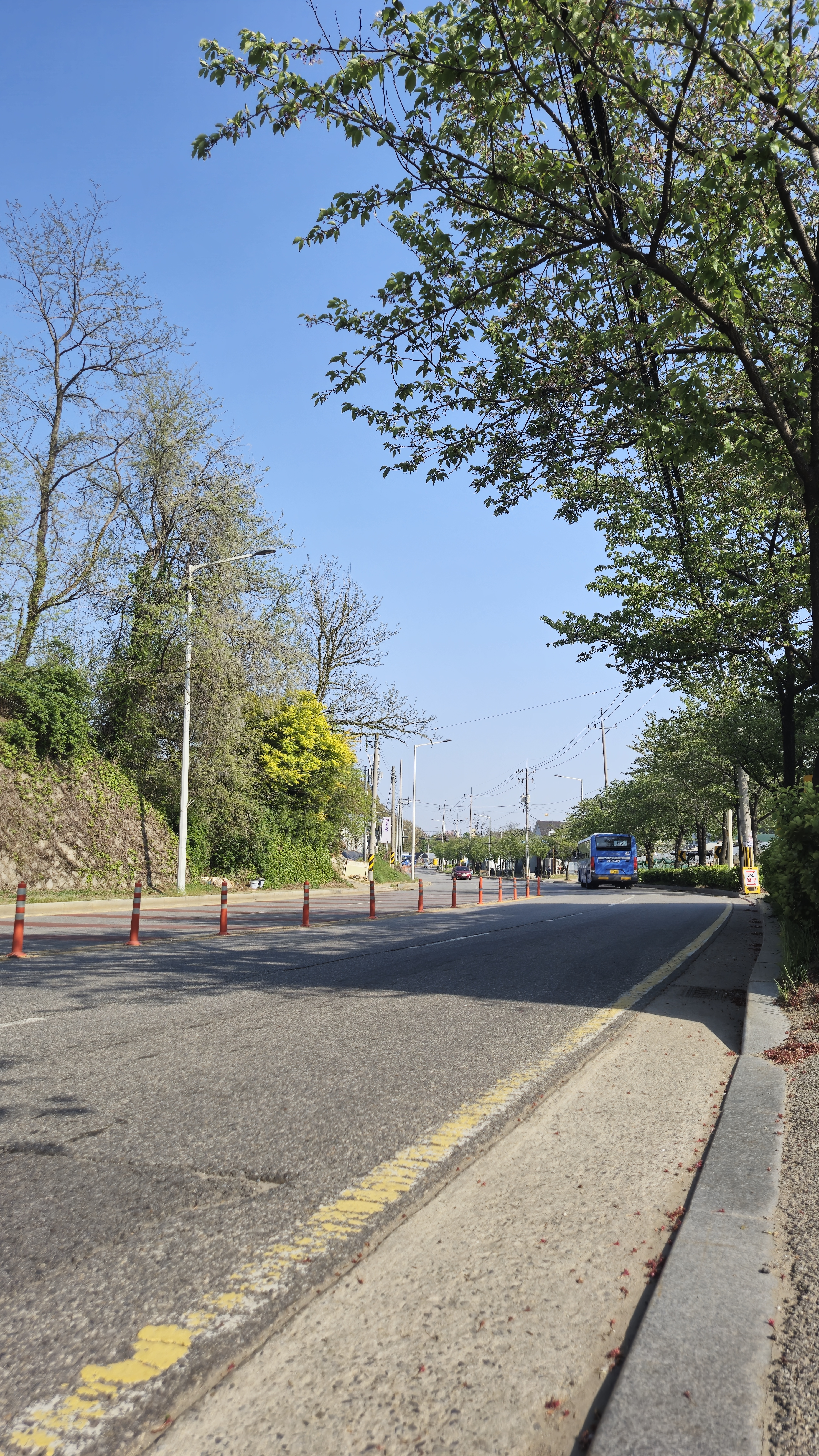
박촌공원 인근
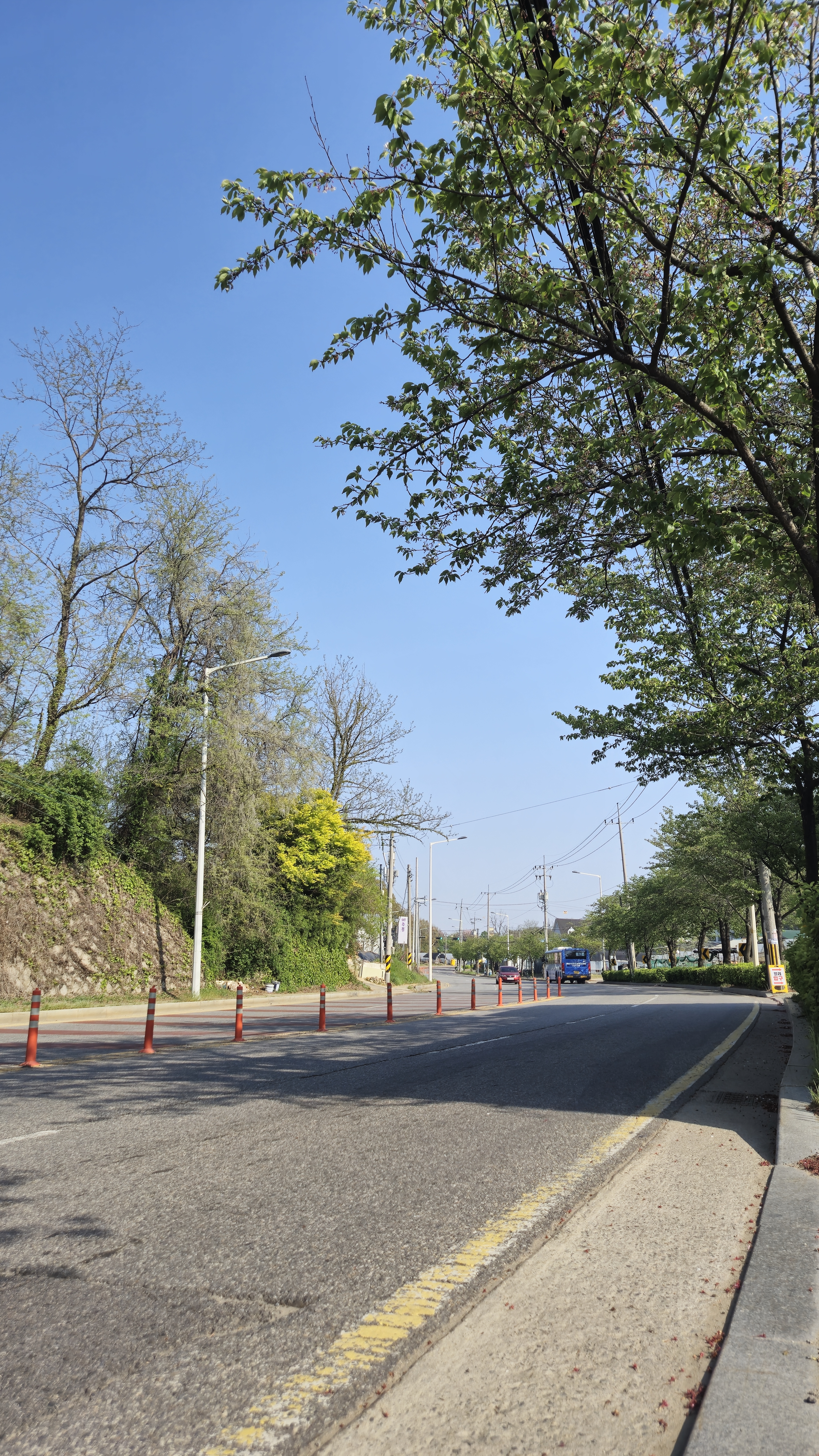
박촌공원 인근
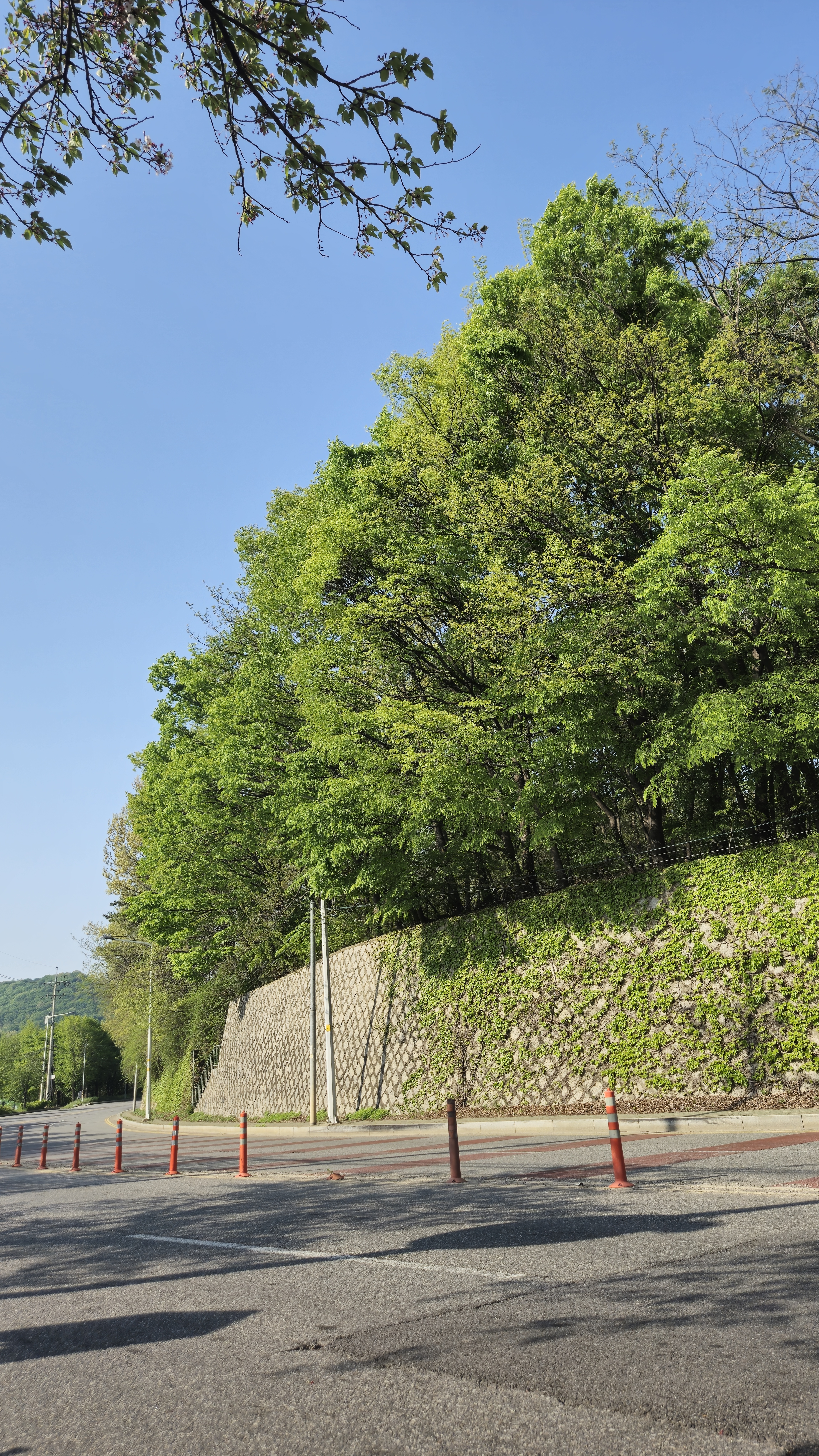
박촌공원 인근
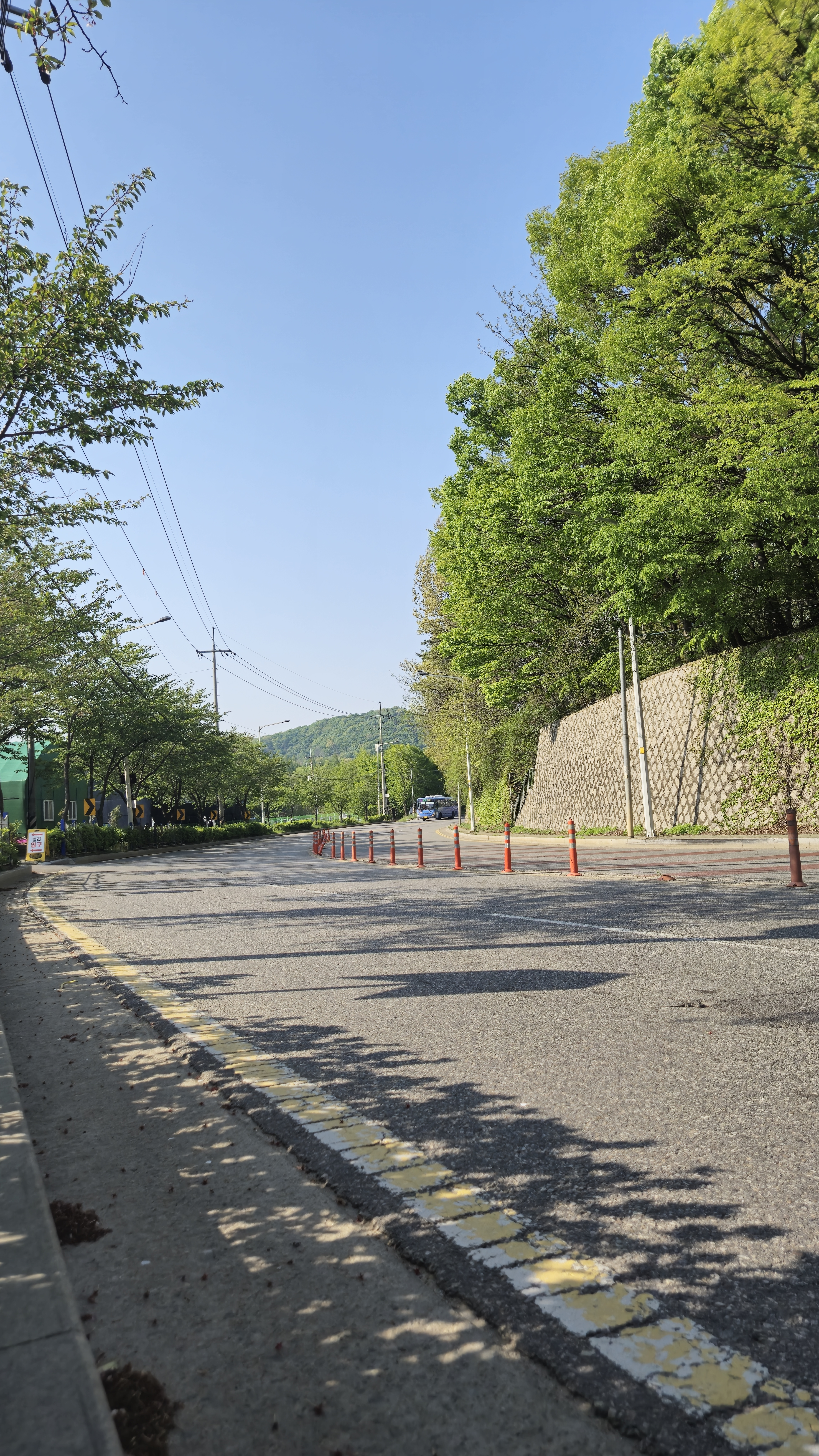
박촌공원 인근
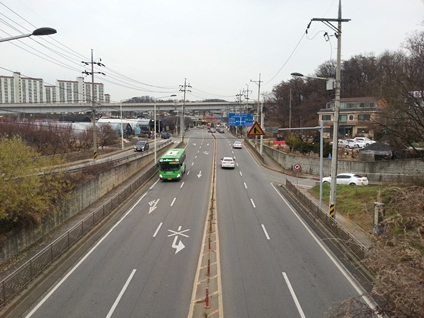
장자골사거리